# Rob Maas
Rob Maas (Eindhoven, 17 december 1969) is een Nederlands voetbalcoach en voormalig profvoetballer. Hij fungeerde als hoofdcoach van Vitesse en SC Cambuur.

## Spelerscarrière
De middenvelder begon zijn carrière bij SV De Meteoor Tuindorp, RPC en in de jeugdopleiding van PSV. Hij haalde zelfs het eerste elftal. Verder dan enkele wedstrijden op de bank kwam het echter niet, en op 19-jarige leeftijd ging hij op huurbasis naar eerstedivisionist FC Eindhoven. De drie daaropvolgende seizoenen speelde hij voor RKC Waalwijk, waar hij zich ontwikkelde tot een vaste kracht. Zijn spel betaalde zich uit in een transfer naar Feyenoord. Na drie seizoenen kwam zijn droom uit: een buitenlands avontuur in de vorm van een contract bij Arminia Bielefeld.
In zijn eerste jaar werd de middenvelder bekroond tot speler van het jaar. Na twee seizoenen koos hij voor een contract bij Hertha BSC. Maas had in zijn eerste seizoenen regelmatig last van blessures en kreeg daarnaast geregeld conflicten met de trainer. Hij speelde uiteindelijk vijf jaar in Berlijn, maar werd er nimmer van vaste waarde. In 2003 kocht Maas een huis in Nederland en maakte hij de overstap naar toenmalig 2. Bundesliga-club MSV Duisburg, naar eigen zeggen omdat hij het als een ambitieuze club beschouwde en de reistijd tussen Duisburg en zijn huis in Nederland erg meeviel. Ook hier kreeg hij problemen met de trainer. Na twee seizoenen belde zijn vriend, toenmalig trainer van Heracles Almelo Peter Bosz, met de vraag of Maas oren had naar een terugkeer naar de Eredivisie. Zodoende kwam hij terecht bij de Almelose club, waar hij tot 2008 speelde.
RKC Waalwijk kwam op 7 augustus 2008 met Maas tot overeenstemming over een verbintenis voor één seizoen. De 38-jarige middenvelder hield zijn conditie al op peil bij de Brabantse club, nadat hij van Heracles Almelo geen nieuwe verbintenis kreeg. Dit werd zijn laatste jaar als speler in het betaald voetbal.
Maas nam als jeugdinternational deel aan het Europees kampioenschap voetbal onder 21 - 1992.

### Clubstatistieken
| Seizoen | Club                | Duels | Goals | Competitie     |
| ------- | ------------------- | ----- | ----- | -------------- |
| 1988/89 | PSV                 | 0     | 0     | Eredivisie     |
| 1989/90 | FC Eindhoven (huur) | 31    | 1     | Eerste divisie |
| 1990/91 | RKC Waalwijk        | 27    | 2     | Eredivisie     |
| 1991/92 | RKC Waalwijk        | 32    | 1     | Eredivisie     |
| 1992/93 | RKC Waalwijk        | 30    | 4     | Eredivisie     |
| 1993/94 | Feyenoord           | 23    | 3     | Eredivisie     |
| 1994/95 | Feyenoord           | 24    | 1     | Eredivisie     |
| 1995/96 | Feyenoord           | 22    | 1     | Eredivisie     |
| 1996/97 | Arminia Bielefeld   | 32    | 2     | Bundesliga     |
| 1997/98 | Arminia Bielefeld   | 24    | 1     | Bundesliga     |
| 1998/99 | Hertha BSC          | 6     | 0     | Bundesliga     |
| 1999/00 | Hertha BSC          | 0     | 0     | Bundesliga     |
| 2000/01 | Hertha BSC          | 6     | 0     | Bundesliga     |
| 2001/02 | Hertha BSC          | 19    | 0     | Bundesliga     |
| 2002/03 | Hertha BSC          | 3     | 0     | Bundesliga     |
| 2003/04 | MSV Duisburg        | 33    | 0     | 2. Bundesliga  |
| 2004/05 | MSV Duisburg        | 8     | 0     | 2. Bundesliga  |
| 2005/06 | Heracles Almelo     | 25    | 0     | Eredivisie     |
| 2006/07 | Heracles Almelo     | 31    | 1     | Eredivisie     |
| 2008/09 | RKC Waalwijk        | 15    | 0     | Eerste divisie |

## Trainerscarrière

### Assistent
Rob Maas werd na zijn spelerscarrière meteen assistent-trainer van hoofdcoach Ruud Brood en tevens trainer van de beloftes van RKC Waalwijk. Hiermee werd hij 4e in de kampioens-poule als beste Brabantse team na Feyenoord en PSV 2x verslagen te hebben en Ajax in Amsterdam pas in de slotminuut één pover puntje kon pakken. 
Ook werd hij in het seizoen 2010-2011 kampioen van de Jupiler League waarna een seizoen later pas in de tweede ronde van de play-offs in de Eredivisie tegen Vitesse verloren werd en hierdoor RKC Waalwijk net Europees voetbal misliep. Na het vertrek van Ruud Brood werd Rob Maas in 2013 assistent van hoofdcoach Erwin Koeman ook bij RKC Waalwijk. Daarmee degradeerde hij op zondag 18 mei 2014 uit de Eredivisie, na een nederlaag in de nacompetitie (over twee wedstrijden) tegen SBV Excelsior.

### Vitesse
Op 12 juni 2014 werd bekend dat Maas hoofdcoach Peter Bosz ging assisteren bij Vitesse. In 2015 zat Maas twee wedstrijden, in verband met een schorsing van Bosz na misdragingen in een bekerwedstrijd tegen Heracles Almelo, als coach op de bank tegen PEC Zwolle (1-5) en Ajax (1-3). Toen Bosz in januari 2016 per direct vertrok naar Maccabi Tel Aviv, werd Maas op 11 januari 2016 na een interim-periode van een week aangesteld als zijn opvolger als hoofdtrainer. De tijd bij Vitesse was weinig succesvol. Maas wisselde veel in zijn basiselftal, maar het lukte hem niet het aantrekkelijke spel van Bosz voort te zetten. Vitesse kelderde op de ranglijst, van de vijfde naar de negende plek, die niet genoeg was om de play-offs voor Europees voetbal te bereiken. Maas won slechts vijf van de zeventien duels waarin hij de club onder zijn hoede had. Direct na afloop van de laatste competitiewedstrijd tegen FC Twente (2-2) werd Maas de wacht aangezegd. Hij werd opgevolgd door Henk Fraser.

### SC Cambuur
Maas tekende in juni 2016 een contract voor één seizoen als hoofdtrainer bij SC Cambuur, dat in het voorgaande seizoen degradeerde naar de Eerste divisie. In zijn verbintenis werd een optie voor een tweede seizoen opgenomen. Net als bij Vitesse kende Maas een moeilijke start. Na 10 wedstrijden, waarin de ploeg slechts drie maal won, werd hij alweer ontslagen. In zijn kielzog verdween ook Henri van der Vegt, die als technisch directeur van de club, zich mede-verantwoordelijk stelde voor de slechte resultaten.

### Buitenland
Op 1 december 2017 tekende Maas een contract bij Maccabi Haifa. Hij werd door technisch directeur Mo Allach, die eerder met Maas eerder had samengewerkt bij Vitesse, naar de Israëlische club gehaald als assistent-trainer. Maas fungeerde na het ontslag van hoofdtrainer Guy Luzon tijdelijks als interim-hoofdtrainer, maar ging na de komst van Fred Rutten in januari weer verder als assistent. Op 1 november 2018 stapte Rutten op als trainer van Maccabi Haifa na het directe vertrek van Allach een dag eerder. Ook Maas verklaarde zich solidair met Allach die hem naar Israël haalde. In 2019 werd Maas assistent-coach van Saoedi-Arabië U20, naast hoofdcoach Damien Hertog. In augustus 2020 werd hij assistent-trainer onder Peter Bosz bij Bayer Leverkusen. Van medio 2021 tot oktober 2022 was hij assistent van Bosz bij Olympique Lyonnais.

### Terugkeer naar Nederland
In de zomer van 2023 keerde Maas terug naar Nederland, waar hij opnieuw assistent van Bosz zou worden, ditmaal bij PSV, de club waar Maas als speler zijn profcarrière begon.

### Statistieken
| Seizoen | Club       | Functie      | Competitie     | Eindstand competitie  |
| ------- | ---------- | ------------ | -------------- | --------------------- |
| 2015/16 | Vitesse    | Hoofdtrainer | Eredivisie     | 9e (5e bij aantreden) |
| 2016/17 | SC Cambuur | Hoofdtrainer | Jupiler League | 14e (bij ontslag)     |